# とりいかずよし
とりい かずよし（1946年11月12日 - 2022年2月9日、本名：鳥居 一義）は、日本の漫画家。元愛知淑徳大学文化創造学部およびメディアプロデュース学部教授（2017年から非常勤講師）。

## 来歴

### アニメーターから漫画アシスタントへ
愛知県額田郡形埜村（現・岡崎市）出身。額田町立形埜小学校卒業。額田町立形埜中学校卒業。
19歳の時に映画製作の道に入るが、入社した国映がアニメーション制作の事業に乗り出し、日本放送映画でアニメーターに転身。後にスタジオ・ゼロへ移籍し、原画スタッフをしていたところを同社役員で同じビルに仕事場を持っていた赤塚不二夫にスカウトされる。1967年から赤塚不二夫に師事する。
1968年にフジオ・プロダクションへ移籍。赤塚のアシスタントを務め、またアイデアマンとして赤塚や長谷邦夫、古谷三敏とともに『おそ松くん』『天才バカボン』『もーれつア太郎』のネタ出しに携わった。

### トイレット博士で大ヒット
1968年に『別冊少年サンデー』（小学館）4月号掲載の読み切り作品『くちなし犬』でデビューした後、1969年の『週刊少年ジャンプ』（集英社）23号から人情ギャグ漫画『トイレット博士』の連載を開始（当初は「赤塚ギャグ笑待席」の読切連載だった）。同作品は、自身の代表作になるのと同時に、単行本の発行部数が1000万部に達する爆発的なヒット作になった。
同作品序盤の徹底したスカトロジー表現は、恩師・赤塚の「お前は顔が汚いからウンコ漫画を描け」という指示を受けてのものであった。しかし、この路線が次第に飽きられてきたところでジャンプの担当編集者だった角南攻をモデルにした「スナミ先生」を登場させ、教え子の一郎太・三日月・チン坊と「メタクソ団」を結成させたところ、人気が爆発。全国各地にメタクソ団支部が結成されるほどの一大ムーブメントが巻き起こった。
1971年秋にフジオ・プロダクションから独立。1977年に「トイレット博士」は全30巻で連載終了する。当時としては記録的な長期連載であり、のちに『こちら葛飾区亀有公園前派出所』（1984年6月に31巻発売されて記録更新。その後2016年10月に全200巻で完結）に抜かれるまで、『ジャンプ』史上では最長記録であった。

### ギャグ漫画からストーリー漫画へ
その後は1980年代半ばまで、さまざまな少年漫画誌で「うわさの天海」のようなギャグ漫画を描き続けるが、『ビッグコミックスペリオール』（小学館）連載の『トップはオレだ!!日本一のセールス男』以降はストーリー漫画中心に転向した。1980年頃、当時居住していた東京都小金井市の環境が悪くなってきたため、「新幹線なら2時間で行ける」と地元である名古屋市に転居した。
漫画だけでなく、テレビドラマのシナリオも執筆している。また、1990年代に名古屋テレビで放送されたローカル深夜番組『サラリーマン・アワー 平成のオキテ』のオープニングタイトル画も担当していた。
熱烈な中日ドラゴンズファンで、『月刊ドラゴンズ』（中日新聞社）に『ドラパパ』を連載していた。とりいのギャグ漫画には、台詞に名古屋弁がよく使われている。
2000年、愛知淑徳大学教授に就任。2017年からは非常勤講師。2020年のインタビューでは教え子でプロの漫画家となった者が13人おり、麻貴早人もその一人と述べている。同じインタビューでは「年で手が震えたりして、キレイな丸が描けない」と語り、『ビジネスジャンプ』増刊号に発表した「デカダンス」が作画まで手がけた最後の自作漫画で（その時点で自らの絵の古さや話の地味さを感じたという）、それ以降は原作に専念した。
2022年2月9日、膵臓がんのため、愛知県名古屋市の病院で死去。75歳没。

## 主な作品
- トイレット博士（週刊少年ジャンプ連載、ジャンプコミックス全30巻）
- マタンキー（週刊プレイボーイ連載）
- うわさの天海（週刊少年マガジン連載、全7巻）
- くたばれ!とうちゃん（週刊少年チャンピオン連載、全3巻）
- 花子先生（冒険王連載、全3巻）
- 一丁目のスナミちゃん（週刊ヤングジャンプ連載、集英社漫画文庫全1巻）
- ロボッ太くん（月刊コロコロコミック連載、てんとう虫コミックス全4巻）
- 豆おやじ（デラックス少年サンデー連載、全1巻）
- 極道先生（月刊少年マガジン連載）
- せんせい（週刊少年ジャンプ ジャンプ愛読者賞出展作品　ジャンプコミックスセレクション全1巻）
- ドラパパ（月刊ドラゴンズ連載、全1巻） - 第1巻の発売後も連載は続いていたが、第2巻の発売は無かった。
- トップはオレだ!!日本一のセールス男（ビッグコミックスペリオール連載、全7巻）
- ミスターマドンナ（まんがパロ野球ニュース連載、全3巻）
- のっとり魔子（週刊ぼくらマガジン連載）
- きいろい賭博師（別冊土曜漫画掲載）
- ほっとアメリカン（別冊漫画アクション掲載）
- 快感ぱあマント（別冊コロコロコミック掲載）
- とりいかずよしファミリー劇場（別冊コロコロコミック掲載）
- まっつぐ進太（マガジンSPECIAL連載）
- とーちゃん3年生（小学三年生連載）

## その他
- スナミ先生の家庭教師 - 1977年、KKベストセラーズ、ワニの豆本
- おみゃ～おじさんの本 - 1978年、KKベストセラーズ、ワニの豆本
- 遊びの驚室 野郎ども集まれ! - 1978年、KKベストセラーズ、ワニの豆本（永井豪との共著）
- サラリーマン・アワー 平成のオキテ（名古屋テレビ） - イラスト担当

## 関連書籍
- いきなり最終回 PART3（JICC出版局 1991年） - 「トイレット博士」の最終回が掲載。とりいのコメントもあり。

## 関連人物
- ジョージ秋山 - 日本放送映画で接点があった。
- 柳沢きみお - とりいのアシスタントを経て漫画家デビュー。